# سفارة نيبال لدى السعودية
سفارة نيبال لدى السعودية هي الممثلية الدبلوماسية العليا لدولة نيبال لدى المملكة العربية السعودية. تقع السفارة في حي السليمانية في الرياض.